# Acrojana rosacea
Acrojana rosacea är en fjärilsart som beskrevs av Butler 1874. Acrojana rosacea ingår i släktet Acrojana och familjen Eupterotidae. Inga underarter finns listade i Catalogue of Life.